# Käthe Krauß
Katharina Anna »Käthe« Krauß, nemška atletinja, * 29. november 1906, Dresden, Nemško cesarstvo, † 9. januar 1970, Mannheim, Zahodna Nemčija..
Nastopila je na poletnih olimpijskih igrah leta 1936 v Berlinu, kjer je osvojila bronasto medaljo v teku na 100 m. Na evropskih prvenstvih je leta 1938 osvojila naslov prvakinje v štafeti 4x100 m in srebrno medaljo v teku na 100 m. Leta 1936 je z nemško reprezentanco dvakrat postavila svetovni rekord v štafeti 4 x 100 m.